# Verkehrsdidaktik
Verkehrsdidaktik, auch Didaktik der Verkehrserziehung, ist die Wissenschaft vom Lehren und Lernen des angemessenen Verkehrens. Sie ist eine Teildisziplin der Verkehrspädagogik. Als „Wissenschaft von der Lernvermittlung“ bzw. „Wissenschaftlich fundierte Unterrichtslehre“ dient sie der praktischen Verkehrserziehung als Basis ihres erzieherischen Handelns.
Die interdisziplinär angelegte Verkehrsdidaktik befasst sich speziell mit den Lernvoraussetzungen, Lernzielen, Lerninhalten, Lehrmethoden, Organisationsformen, Evaluationstechniken und deren Begründungen im Feld des menschlichen Verkehrsumgangs.

## Begriff und Aufgaben
Der Fachbegriff Verkehrsdidaktik setzt sich zusammen aus deutsch Verkehren = Miteinander umgehen und griechisch didaktikè téchne = Kunst oder Wissenschaft des Lehrens und Lernens. Das Wort Didaktik wurde bereits 1657 von Johann Amos Comenius mit der Publikation seiner Didactica magna in das Bildungswesen eingeführt. Als „Allgemeine Didaktik“ steht es seither für die „Lehre vom Unterrichten“ und die „Wissenschaft von der Bildungsvermittlung“. Aus ihm entstanden die verschiedenen Fachdidaktiken sowie die interdisziplinären Bereichsdidaktiken wie die Verkehrsdidaktik.
In einem weiten Begriffsverständnis umfassen Didaktik und Verkehrsdidaktik außer den Inhalten und Zielsetzungen auch die Vermittlungstechniken und Organisationsformen des Unterrichtens, die das Zielprogramm in der Praxis umsetzen sollen. Die Verkehrsdidaktik ist eine Wissenschaftsdisziplin, die gleichzeitig Grundlagen- und Anwendungsforschung betreibt. Zu ihrem Aufgabenfeld gehören im Weiteren auch das Erfassen und Beeinflussen von Lernverhalten in dem Arbeitsbereich und das Bereitstellen von wissenschaftlich fundierten Erkenntnissen zur Erstellung von Lehrplänen bzw. Curricula sowie das Erarbeiten geeigneter Lehrverfahren und attraktiver Lernmaterialien.
Kenntnisse in der Verkehrsdidaktik gehören neben dem Fachwissen zur grundlegenden Qualifikation des Verkehrserziehers. Sie werden im Rahmen einer Hochschulausbildung und durch Fortbildungs- bzw. Weiterbildungsangebote vermittelt.

## Historische Entwicklung

### Ziele und Inhalte
Die Verkehrsdidaktik erwuchs zu Beginn des 20. Jahrhunderts aus der einfachen Zielsetzung, Schulkindern angesichts des zunehmenden Verkehrsaufkommens das sichere Queren von Straßen beizubringen. Diese alltagstechnische Aufgabe verordnete ein preußischer Erlass von 1906 den Schulen. Mit einem weiteren Erlass von 1930 avancierte die in ihren Zielvorstellungen inzwischen anspruchsvoller gewordene „Verkehrskunde“ dann zum sogenannten Verkehrsunterricht mit Fachcharakter und damit zu einem festen Bestandteil des preußischen Erziehungswesens. Dennoch beschränkten sich die erzieherischen Bemühungen noch bis Ende der 1960er Jahre weitestgehend auf Gefahrenhinweise im Straßenverkehr und technische Anweisungen zur Vermeidung von Unfällen. Von außerschulischer Seite kamen Widerstände gegen eine „Pädagogisierung“ des neuen Faches, dessen Aufgaben als Einführung in Alltagstechniken auch von Nichtpädagogen vollgültig zu leisten seien. Auf der anderen Seite zeigten auch Schulen und Schüler zunächst nur wenig Interesse an dem ihnen ministeriell aufgedrängten ungeliebten „Unfallverhütungsfach“, das didaktisch mit den anderen Fächern nicht konkurrieren konnte und das im Wesentlichen aus Warnungen vor den Unfallgefahren bestand und in autoritärer Form Regeln lehren sollte, die es strikt zu befolgen galt. Das neue „Fach“ geriet zudem zeitlich und aufwandsmäßig in Konkurrenz zu den etablierten Schulfächern und mangels einer Verortung in den Hochschulen und in der Lehrerbildung ins Abseits. So wurde diese immer noch „Verkehrsunterricht“ genannte Unterweisung vorrangig von außerschulischen Organisationen wie der Verkehrspolizei oder der Deutschen Verkehrswacht betrieben. Dabei kam der Radfahrausbildung zunächst lange Zeit eine bevorzugte Beachtung zu.
Erst die KMK-Empfehlung vom 7. Juli 1972, der zwei Revisionen 1994 und 2012 folgten, nahm die Schulen und Hochschulen intensiv in die Pflicht, eine den anderen Fächern gleichwertige Didaktik zu entwickeln, die das nun Verkehrserziehung genannte Fach attraktiver und erfolgreicher machen sollte. Damit kam Bewegung in die Entwicklung einer eigenen „Didaktik der Verkehrserziehung“. Eine entsprechende Personal- und Materialausstattung half bei der Realisierung. Dennoch blockierte noch über Jahrzehnte eine hartnäckig geführte Debatte zwischen Vertretern der „alten Didaktik“ wie Dieter Hohenadel, die vom reinen Unfallverhütungsdenken ausgingen und der Pädagogik dabei lediglich eine ergänzende Randfunktion zugestehen wollten und überzeugten Verkehrserziehern wie H. Holstein, die eine Integration in die Pädagogik anstrebten, entscheidende Reformfortschritte. Die Dominanz des Sicherheitsaspekts im Denken behinderte eine breitere Akzeptanz von Reformen. Auf dem Verkehrskongress 1988 in Schwäbisch Gmünd wurde von den Fachleuten eine erste Bilanz der didaktischen Fortschritte gezogen und die Perspektiven für die weitere Entwicklung analysiert. Noch Anfang der 1990er-Jahre gab es jedoch einzelne Stimmen, die der Verkehrsdidaktik die Beheimatung unter dem Dach der Allgemeinen Pädagogik absprechen wollten. So argumentierte der Pädagoge Dieter Mutschler noch 1992, dass die Pädagogik keine „Reparaturinstanz“ sein könne für „gesellschaftlich produzierte Probleme“ und dass ihre „In-Dienst-Nahme“ in Form von „Handlangerdiensten“ im Sinne einer „Bewahrpädagogik“ den Sicherheitsvorstellungen der Politik zudem nicht gerecht werden könne. Obwohl die kritisierte „Bewahrpädagogik“ auch in der Verkehrsdidaktik längst durch eine „Bewährpädagogik“ ergänzt war, stellte auch Hartmut Binder die „Funktionalisierung der Verkehrserziehung“ im Sinne eines substanziellen Beitrags zu einer Sicherung von Kindern in der Risikogesellschaft in Frage. Demgegenüber forderte neben anderen der Didaktiker Siegbert A. Warwitz: Verkehrserziehung muss mehr leisten als Unfälle zu vermeiden. Sie muss einen Beitrag leisten zur Humanisierung und Persönlichung des Verkehrsumgangs und plädierte für die Entwicklung einer fächerübergreifenden Bereichsdidaktik auf wissenschaftlicher Basis. Sie sollte die Kinder in einer ganzheitlichen Erziehungsvorstellung in einem komplexen Aufgabenfeld in weitestgehender Eigentätigkeit zu mündigen Verkehrsteilnehmern geleiten. Solch ein „Gesamtkonzept“, das von den „Leitlinien“ einer zeitgemäßen und zukunftsorientierten Verkehrspädagogik über die spezifischen „Lernziele“ bis zu effektiven „Lernkontrollen“ reichte, legte er 1993 erstmals selbst vor. Es wurde in sechs Revisionen immer wieder aktualisiert:
Die neuen – komplexer gewordenen – Zielsetzungen strebten als Bildungsziel im Verbund der Fächer den mündigen, eigenverantwortlich und partnerschaftlich handelnden Verkehrsteilnehmer an. Es setzte sich die Idee durch, dass Verkehren eigentlich „Miteinander umgehen“ bedeutet und entsprechend erzieherisch viel früher und breiter ansetzen muss als bei der ersten Begegnung mit dem Straßenverkehr, um erfolgreich sein zu können. Die minimale Zielvorgabe der „Sicherheitserziehung“ zum möglichst unfallfreien Kind hatte zwar nicht ausgedient, wurde aber durch neue Aufgabenfelder ergänzt. Das Didaktikmodell von Warwitz formulierte als Leitziel der Verkehrserziehung: Das Kind soll den Verkehr als Lebens- und Gestaltungsraum entdecken. Hierzu ist die Entwicklung von entsprechender Selbstkompetenz, Sozialkompetenz, Sachkompetenz und Handlungskompetenz erforderlich. Unter dieser Leitlinie waren Elemente der Persönlichkeitserziehung, der Gesundheitserziehung, der Sozialerziehung, der Umwelterziehung, der Mobilitätserziehung und der Sicherheitserziehung einzubeziehen. Als Lernziele nennt Warwitz die stufenweise Entwicklung von „Verkehrsgefühl“, „Verkehrssinn“, „Verkehrsintelligenz“ und „Verkehrsverhalten“ in Form von „theoretischem Wissen“, „praktischem Können“ und „mentaler Einstellung“, die er im Einzelnen weiter konkretisiert und operationalisiert, damit sie in evaluierenden Lernkontrollen auf ihre Ergebnisse hin überprüft werden können.
Die neue Verkehrserziehergeneration erkannte, dass Verkehrssicherheit und Verkehrsmündigkeit breiter fundiert werden mussten als durch die Angst vor Unfällen und dass sie einer positiven, auch wissenschaftlichen Orientierung bedurften, die den Fortschritten der Pädagogik, den Erkenntnissen der Lern- und Entwicklungspsychologie sowie der Sozialwissenschaften gerecht wurde, um Akzeptanz zu finden. Die neue Didaktik verstand Verkehrserziehung im ursprünglichen Wortsinn als Erziehung zu einem kommunikationsfreundlichen, kooperativen Umgang miteinander, bei dem menschliche Grundtugenden wie Partnerschaft, Rücksichtnahme, Toleranz, Geduld, Hilfeleistung maßgebend sind. Sie setzte entsprechend mit ihren Bildungsbemühungen schon vor und auch außerhalb des Straßenverkehrs an, weil diese Verhaltensweisen der Menschen in das Verkehrsgeschehen hineinwirken. Selbstverantwortung und Verantwortungsnahme für andere sollten als Kennzeichen des mündigen Verkehrsteilnehmers das gesellschaftlich verbreitete Streben nach Fremdverantwortung ersetzen.

### Methoden und Organisationsformen
Die Methodenlehre entwickelte sich korrespondierend mit den Zielvorstellungen: Aus dem pragmatisch ausgerichteten „Unfallverhütungsfach“, das mit vornehmlich deduktiven Vorgehensweisen auf Regelaneignung und Regeltreue setzte und mit einfachen Handreichungen auskam, entstand allmählich eine Unterrichtslehre nach den Erkenntnissen der Lernforschung. Nach dieser sollte weniger das rezeptive Lernen als die Aktivität und Kreativität der Schüler herausgefordert und zum Maßstab werden.

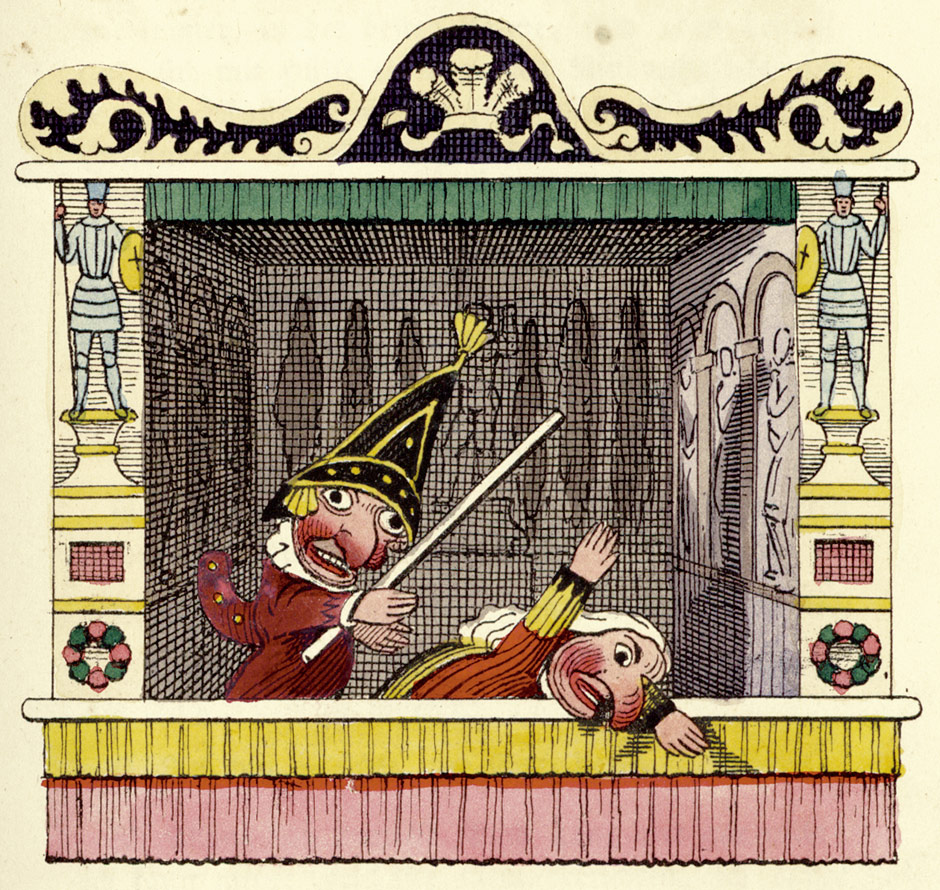
Der züchtigende alte Verkehrskasper (1831)

Mit der Einführung des Verkehrskasper hatten engagierte Verkehrspolizisten bereits in den 1950er Jahren eine Vermittlungsform gefunden, die Kinder in hohem Maße ansprach. Allerdings bläute der Kasper noch mit Kochlöffel, Nudelholz, Bratpfanne und Kartätsche lernunwilligen Verkehrssündern, vor allem dem stets verführerischen Teufel, unter dem hämischen Gelächter der Kinder das „richtige“ Verkehrsverhalten ein. Bei Gefahren mussten Zauberer und Feen eingreifen. Der Kasper trat als Hauptakteur auf. Wie ein Kriminalkommissar jagte er die Ampelsünder, stoppte die Straßenbälle, fing den Fahrraddieb. Mit der Reformierung der Verkehrserziehung in den 1970er und 1980er Jahren wichen die Schreckgestalten Teufel und Hexen, aber auch die unterhaltsamen, jedoch wirklichkeitsfremden Magier und Feen der Eigenverantwortung. Statt der Polizeibeamten agierten Kinder und Jugendliche nun selbst hinter der Bühne und vor der Bühne. Sie diskutierten mittels der Puppen aktuelle Probleme miteinander wie die „Schul-Rushhour“, das Beschädigen von Fahrrädern, das Schulhof-Rempeln oder das Anheben von Bahnschranken. Das Kasperletheater wandelte sich von einem Lehrtheater zu einem Gesprächsforum, bei dem Bühnengestalten und Publikum miteinander kommunizierten, gemeinsam nach den besten Verkehrensformen suchten und auch Schulhofregeln konstituierten. Neue Figuren wie der schlaue Hund Schlappohr oder das Zebra Schwarzweißchen konnten in Problemfällen zu Rate gezogen werden. Der Kasper wurde vom gütigen, aber gestrengen Zuchtmeister zum immer gut gelaunten Moderator des Lerngeschehens, zum Fragensteller und Impulsgeber, der zu Eigeninitiative, Kreativität und Verantwortungsbereitschaft ermunterte.
Entsprechend der fächerübergreifenden Struktur der Verkehrsdidaktik vervielfältigten und differenzierten sich die Methoden und Organisationsformen, mit denen die neue Verkehrserziehung arbeiten konnte. Entdeckendes und Mehrdimensionales Lernen bestimmten die Bildungsprozesse. Die frühen bilderbuchähnlichen Materialien näherten sich realitätsnahen Darstellungen an. Das Erzieherpaar Strecker/Strecker löste die Verkehrserziehung aus der engen Sicherheits- und Regelorientierung und bot Ideen für ein spielerisches Hineinwachsen in den Verkehrsumgang an. Kindgemäße Fahrzeuge aller Art wurden schon im Vorschulbereich vom Spielmittel zum Verkehrsmittel, Spielpartner wurden zu Verkehrspartnern, Spielregeln zu Verkehrsregeln, Spielstrafen zu Verkehrsstrafen. Die einst abstrakten Belehrungen gingen in handlungsintensives eigenes Experimentieren über. Anreize verführten zu selbstbestimmtem spielerischem Lernen. So bot die Idee Schulwegspiel die Möglichkeit, den eigenen Schulweg nach Erkundungen in der Verkehrsrealität mit entsprechenden Ereigniskarten zu einem attraktiven Brettspiel zu gestalten. Das Fußgängerdiplom reizte mit der Aussicht auf spannende Erlebnisse beim gemeinsamen Verkehren mit älteren Schülern und einer abschließenden Leistungsurkunde als „geprüfter Fußgänger“. Die Verkehrserzieher der Polizei boten den Jugendlichen neben eindrucksvollen Crash-Vorführungen die Gelegenheit, eigene Stunts mit ihren zweirädrigen Fahrzeugen zur Schau zu stellen, in Geschicklichkeitsparcours ihre Fahrkünste zu demonstrieren und die technische Zuverlässigkeit ihrer Verkehrsmittel zu beweisen. In Quiz-Wettbewerben trat das Verkehrswissen zutage.

## Didaktische Prinzipien
Eine zeitgemäße, auf Nachhaltigkeit angelegte Verkehrserziehung folgt bestimmten Forderungen und Grundregeln, die das Bildungsgeschehen maßgeblich charakterisieren. Nach Warwitz gelten in der Verkehrserziehung die folgenden didaktischen Prinzipien: bzw.
- Verkehrserziehung muss den Lernenden in seinem Erfahrungshorizont und bei seinen Interessen abholen (= Perspektive des Lernenden, Kindorientierung)
- Verkehrserziehung muss dem Sachanspruch der Zielsetzungen gerecht werden (= Zielorientierung)
- Verkehrserziehung muss spielerisch erfolgen (= Kindgemäße Methoden)
- Verkehrserziehung muss lernkonzeptionell vielfältig ausgerichtet sein (= Mehrdimensionales Lernen, Interdisziplinarität)
- Verkehrserziehung muss anschaulich und wirklichkeitsgerecht gestaltet sein (= Realraumlernen)
- Verkehrserziehung muss wertbezogen und langfristig angelegt sein (= Nachhaltigkeit)
- Verkehrserziehung muss vom Einfachen zum Komplexen fortschreiten (= Systematik)
- Verkehrserziehung muss in sozialem Kontext erfolgen (= Gemeinschaftserfahrung)
- Verkehrserziehung muss positiv und konstruktiv ausgerichtet sein (= Motivation)
- Verkehrserziehung muss auf Selbstständigkeit, Eigeninitiative und Eigenverantwortung setzen (= Mündigkeit, Verantwortungsnahme)

## Didaktische Ansätze
Es lassen sich drei Sicherheitsvorstellungen ausmachen, die zu drei unterschiedlichen didaktischen Ausgangspunkten geführt haben, sich in der Realität heute aber ergänzen:
- Verkehrserziehung als Integration in die gegebenen Verkehrssysteme

Diese älteste Konzeption gibt dem reibungslosen, schnellen, möglichst unfallfreien Verkehren oberste Priorität. Dies scheint erreichbar, wenn jeder Verkehrsteilnehmer bedingungslos und zuverlässig auf die Vorgaben des kodifizierten Regelwerks, etwa der Straßenverkehrsordnung, verpflichtet wird. Nicht angepasste Verkehrsteilnehmer gelten als sogenannte Verkehrssünder, die zu sanktionieren sind. Der traditionelle Verkehrsunterricht hat hier bis heute eine wichtige Funktion: Nach § 48 StVO gehört es zur Aufgabe der Straßenverkehrsbehörden, für jugendliche und erwachsene Regelverletzer im Straßenverkehr unter bestimmten Umständen die Teilnahme am Verkehrsunterricht anzuordnen und sie im Interesse der allgemeinen Sicherheit entsprechend nachzuschulen.
- Verkehrssicherheit über das Schaffen von getrennten Verkehrsräumen

Diese Konzeption geht von einer räumlichen Trennung der verschiedenen Verkehrsteilnehmer und Verkehrsströme aus. Fußgänger, Radfahrer und Kraftfahrer verkehren in verschiedenen Bahnen. Die Abgrenzung von Kinder- und Erwachsenenwelt soll den unterschiedlichen Verkehrsgeschwindigkeiten, Verkehrsinteressen und Verkehrsfähigkeiten sowie den speziellen Schutzbedürfnissen Rechnung tragen. Hieraus ergeben sich jedoch zwangsläufig Inselbildungen, unvermeidliche Überschneidungen und eine Verbannung von Kindern in für sie vorgesehene „Reservate“ des Verkehrens mit den Konsequenzen einer Schonraumerziehung.
- Verkehrserziehung vom Kinde aus

Diese Konzeption räumt den Bedürfnissen und dem Recht des Kindes nach selbstbestimmter, gleichberechtigter Verkehrsteilnahme und seinen Fähigkeiten zum Verkehren einen hohen Rang ein. Kinder erleben und verstehen Verkehr anders als Erwachsene. Verkehren ist für sie weniger eine ökonomische Ortsveränderung als die Möglichkeit der Begegnung, des Spielens und Entdeckens. Sie sind unter den gegebenen Verkehrsbedingungen aber teilweise überfordert und besonders stark gefährdet. So versucht dieses Didaktikmodell, den Kindern zu helfen, sich aus ihrem kindtypischen Erlebnishorizont heraus mehr kreativ als rezeptiv allmählich in das allgemeine Verkehrsgeschehen einzuleben.